# Guerville (Yvelines)
Guerville település Franciaországban, Yvelines megyében. Lakosainak száma 2088 fő (2022. január 1.). Guerville Arnouville-lès-Mantes, Boinville-en-Mantois, Breuil-Bois-Robert, Limay, Mantes-la-Ville, Mézières-sur-Seine és Porcheville községekkel határos.

## Népesség
A település népességének változása:
| Lakosok száma | 2135 | 2136 | 2176 | 2144 | 2162 | 2166 | 2157 | 2124 | 2088 |
|               | 2013 | 2015 | 2016 | 2017 | 2018 | 2019 | 2020 | 2021 | 2022 |